# Macropholidus
Macropholidus is een geslacht van hagedissen uit de familie Gymnophthalmidae.
De groep werd voor het eerst wetenschappelijk beschreven door Gladwyn Kingsley Noble in 1921. Er zijn vier soorten die voorkomen in delen van Zuid-Amerika en  leven in Peru en Ecuador.

## Soortenlijst
| Soorten uit het geslacht Macropholidus | Soorten uit het geslacht Macropholidus | Soorten uit het geslacht Macropholidus |
| -------------------------------------- | -------------------------------------- | -------------------------------------- |
| Naam                                   | Auteur                                 | Verspreidingsgebied                    |
| Macropholidus annectens                | Parker, 1930                           | Ecuador                                |
| Macropholidus ataktolepis              | Cadle & Chuna, 1995                    | Peru                                   |
| Macropholidus huancabambae             | Reeder, 1996                           | Peru                                   |
| Macropholidus ruthveni                 | Noble, 1921                            | Ecuador, Peru                          |